# ピーター・アイゼンマン

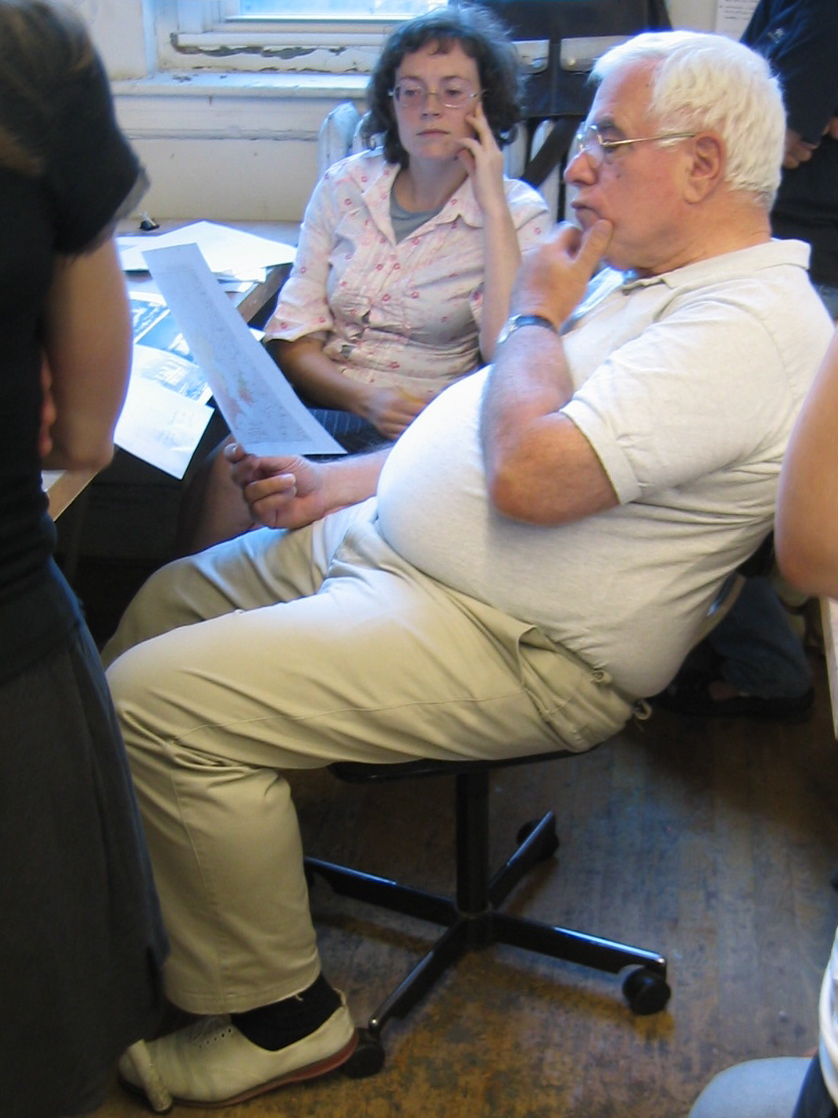

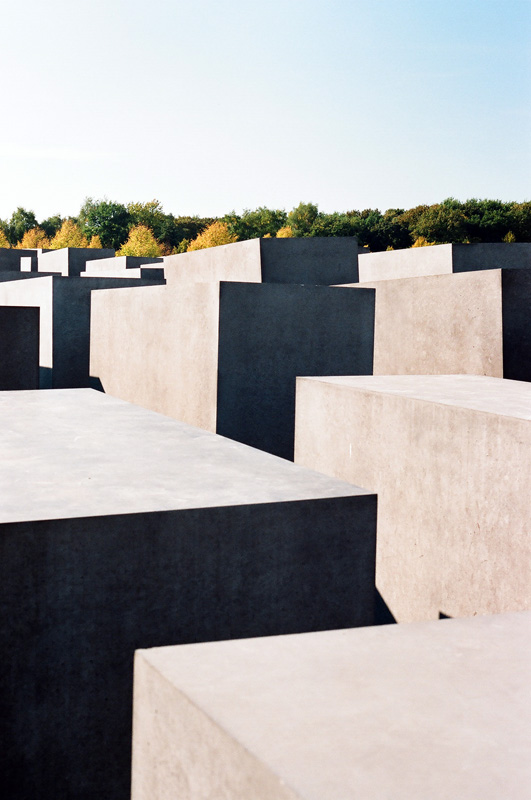
ヨーロッパの殺害されたユダヤ人の記念碑

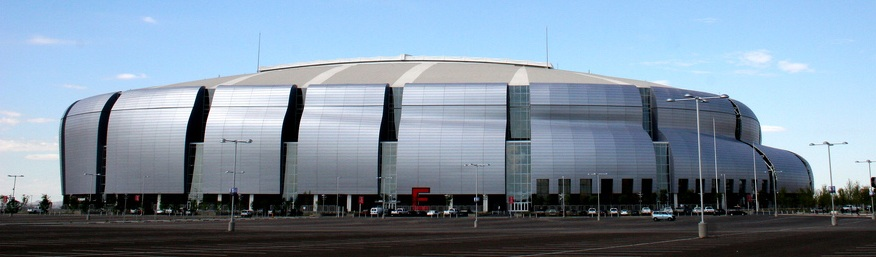
ユニバーシティ・オブ・フェニックス・スタジアム

ピーター・アイゼンマン（Peter Eisenman、1932年8月11日　- ）は、アメリカ合衆国出身の脱構築主義建築の建築家。 ニュージャージー州ニューアーク出身。コーネル大学で学士号、コロンビア大学建築大学院で修士号を取得。
ハーバード大学、プリンストン大学、オハイオ州立大学の教授を歴任。現在はイェール大学教授を務める。

## 主な作品
| 名称                                             | 年     | 所在地                       | 国             | 状態     | 備考                 |
| ------------------------------------------------ | ------ | ---------------------------- | -------------- | -------- | -------------------- |
| 住宅第2号                                        | 1969年 | バーモント州ハードウィック   | アメリカ合衆国 |          |                      |
| 住宅第4号                                        | 1975年 | コネチカット州コーンウォール | アメリカ合衆国 |          |                      |
| オハイオ州立大学・ウェクスナー芸術センター       | 1989年 | オハイオ州コロンバス         | アメリカ合衆国 |          |                      |
| コイズミライティングシアター/イズム              | 1990年 | 東京都千代田区               | 日本           |          | 共同設計：北山孝二郎 |
| 布谷東京ビル                                     | 1991年 | 東京都江戸川区               | 日本           | 現存せず |                      |
| グレイター・コロンブス会議センター               | 1993年 | オハイオ州コロンバス         | アメリカ合衆国 |          |                      |
| シンシナティ大学・アロノフ・デザイン芸術センター | 1996年 | オハイオ州シンシナティ       | アメリカ合衆国 |          |                      |
| ガリシア文化都市                                 | 1999年 | ガリシア                     | スペイン       |          |                      |
| 虐殺されたヨーロッパのユダヤ人のための記念碑     | 2004年 | ベルリン                     | ドイツ         |          |                      |
| ユニバーシティ・オブ・フェニックス・スタジアム   | 2006年 | アリゾナ州グレンデール       | アメリカ合衆国 |          |                      |

## 文献案内
- Peter Eisenman : Diagram Diaries (Universe Architecture Series)
- Blurred Zones: Investigations of the Interstitial : Eisenman Architects 1988-1998